# Tre uomini e una gamba
Tre uomini e una gamba è un film del 1997 diretto da Aldo, Giovanni e Giacomo e Massimo Venier.
Interpretato dagli stessi Aldo Baglio, Giovanni Storti e Giacomo Poretti insieme a Marina Massironi e, tra gli altri, Carlo Croccolo, rappresenta l'esordio cinematografico del trio comico, precedentemente emerso a metà del decennio in televisione e in teatro: nel film sono presenti vari sketch del loro repertorio, come la scena di Ajeje Brazorf sul tram, del conte Dracula, della scalata della montagna e dei mafiosi americani Al, John e Jack, questi ultimi futuri protagonisti de La leggenda di Al, John e Jack.
Nonostante il carattere di opera prima realizzata in sordina, Tre uomini e una gamba si rivelò un successo oltre ogni aspettativa, lanciando la carriera di Aldo, Giovanni e Giacomo sul grande schermo e di Venier dietro alla macchina da presa nonché assurgendo a film di culto del cinema comico italiano, radicandosi nell'immaginario collettivo del Paese per gli anni a venire.

## Trama

Jack, Al e John

Aldo, Giovanni e Giacomo sono tre amici alle soglie dei quarant'anni, chi più chi meno disillusi dalle loro scialbe vite. In un'afosa estate milanese, si mettono in viaggio verso Gallipoli dove, di lì a pochi giorni, avrà luogo il matrimonio di Giacomo con la figlia più giovane del cavalier Eros Cecconi, un volgare e irascibile imprenditore romano, proprietario di una grande catena di ferramenta compreso il negozio in cui tutti e tre lavorano malvolentieri, nonché già suocero di Aldo e Giovanni. I tre devono anche portare all'uomo il suo ultimo acquisto: una scultura di legno a forma di gamba realizzata dal noto scultore Garpez. Con loro viaggia anche il cane Ringhio, un bulldog affidato dal suocero ai tre amici.
In occasione di una sosta presso una stazione di servizio, i tre provocano senza volerlo la morte di Ringhio e, di conseguenza, goffamente, cercano di nascondere la notizia al loro suocero. Successivamente la loro vettura viene tamponata da quella di Chiara, diretta in Grecia per le vacanze; la ragazza cattura immediatamente l'attenzione di Giacomo. I quattro partono, quindi, alla ricerca di un meccanico che possa riparare le loro auto; ne trovano uno che, però, è in pausa pranzo.
Lo rintracciano al cinema dove, durante la proiezione della pellicola, improvvisamente Giacomo si sente male per un'indigestione. Ricoverato in ospedale, qui è costretto a passare la notte; rimane con lui Chiara, la quale ha presto legato con i tre amici. Il loro arrivo a Gallipoli viene, quindi, rimandato di un giorno, scatenando l'ira del cavalier Cecconi, che non perde occasione per vessarli: la cosa, durante quella stessa notte, porta Aldo e Giovanni a riflettere sulla loro condizione e a farsi delle domande sui loro sogni e aspirazioni, tarpati da una vita piatta nonché dall'oppressivo suocero.

Giovanni, Aldo, Chiara e Giacomo

Il giorno dopo i quattro ripartono insieme, ma la loro auto finisce nuovamente in panne; mentre gli altri sono impegnati a cercare di riparare il guasto, Aldo trova per caso un cane randagio e ne fa il "nuovo" Ringhio. Durante una sosta vicino a un lago, mentre i quattro si prendono una pausa facendo un bagno, il cane urina sulla gamba: Giovanni tenta di lavarla nel fiume, ma la fa accidentalmente cadere in acqua.
La scultura viene recuperata alla foce del fiume da un gruppo di muratori marocchini che, ignari del suo reale valore, ne hanno fatto il palo di una porta durante una partita di beach soccer. Aldo, Giovanni, Giacomo e Chiara propongono loro di contendersi l'oggetto in una sfida, che tuttavia perdono malamente, sicché Chiara convince gli altri a trasformarsi in ladri e trafugare nottetempo l'opera. Anche questo tentativo fallisce e, una volta scoperti, vengono portati in caserma, dove la vittima del furto, un facoltoso ingegnere, prova compassione per loro e li lascia ripartire con il manufatto.
Intanto Giacomo capisce di essersi ormai innamorato di Chiara, la quale, a sua volta, pare in qualche modo ricambiare questi sentimenti; tuttavia la donna, quasi al termine del loro viaggio, inaspettatamente trova una scusa per proseguire il suo cammino da sola. Arrivati infine a destinazione, le avventure degli ultimi giorni hanno fatto riflettere i tre amici sulla loro condizione: giunti faccia a faccia con l'odiato suocero, Giacomo decide di non sposarsi più e, una volta consegnata la gamba, i tre si danno alla fuga verso una nuova vita.

## Produzione
Il titolo del film trae spunto dal romanzo umoristico inglese Tre uomini in barca (per non parlar del cane) scritto da Jerome K. Jerome nel 1889. La stessa sinossi dell'opera letteraria, che vede tre amici intenti a risalire il fiume Tamigi durante una vacanza in barca, tra disavventure e situazioni comiche, fu da spunto per il soggetto cinematografico.
A riprova di una pellicola realizzata con budget e mezzi modesti, di fatto una scommessa da parte di cast e produttori, i costi di produzione si aggirarono attorno ai due miliardi di lire; tra le altre cose, Aldo, Giovanni e Giacomo non chiesero compensi per le loro prove attoriali, riservandosi solo una percentuale sugli incassi.

### Sceneggiatura

L'anziano, il controllore e Ajeje Brazorf nella fittizia pellicola neorealista Biglietto amaro

L'oggetto che funge da espediente narrativo per le vicende del film, ovvero la scultura in legno raffigurante una gamba dell'artista di fantasia Garpez, è ispirato a un'opera di Antonio Bueno, ovvero una trasposizione tridimensionale dell'opera La gamba dell'eroe di Bueno del 1942, che Poretti aveva trovato su un catalogo d'arte; venne scelta dopo che, in una prima stesura poi accantonata, si era ipotizzato di usare una racchetta da tennis di John McEnroe.
Pur essendo Tre uomini e una gamba prettamente un road movie, in fase di sceneggiatura Aldo, Giovanni e Giacomo idearono degli espedienti per inserire nella narrazione alcuni "corti" attraverso cui omaggiare i loro generi cinematografici preferiti: il prologo, in cui Giacomo guarda alla televisione un film con protagonisti i tre sicari mafiosi Al, John e Jack, si rifà ai filoni del noir e dei gangster movie; la fittizia pellicola Biglietto amaro, che i tre amici e Chiara si ritrovano a guardare nel cinema di provincia, riprende esplicitamente i canoni del neorealismo italiano; infine l'incubo di Aldo, che lo vede nei panni del conte Dracula, rimanda al sottogenere del cinema gotico.
Sono inoltre presenti un paio di citazioni cinefile più implicite: la partita di beach soccer rimanda alla similare presente in Marrakech Express di Gabriele Salvatores (1989), citato direttamente nelle battute del film dai tre protagonisti; il tentativo di recupero della gamba ai danni dei muratori marocchini, indossando maschere di personalità politiche per non farsi riconoscere, omaggia invece la sequenza della rapina in Point Break - Punto di rottura di Kathryn Bigelow (1991).

### Riprese
Nonostante la prima parte del film sia ambientata a Milano, in realtà queste scene furono riprese in gran parte a Roma, principalmente nella zona dell'Eur; tra le poche sequenze filmate nel capoluogo lombardo c'è quella del passaggio dell'auto dei tre protagonisti, una Daewoo Nubira, sull'alzaia del Naviglio Grande. Sempre nella capitale venne girato lo sketch Biglietto amaro (è riconoscibile la scalea Bruno Zevi di Villa Borghese), mentre negli studi di Cinecittà furono ricostruiti alcuni interni nonché girato il prologo con Al, John e Jack, per il quale venne riutilizzato uno dei set di Daylight - Trappola nel tunnel (1996).
Il resto degli esterni, comprese le scene ambientate a Gallipoli, venne filmato interamente nell'hinterland romano, come la zona di Santa Maria di Galeria, e in altre piccole località del litorale laziale come Ceri e Santa Marinella, compreso il Parco Naturalistico e Archeologico di Vulci.
Come ricordato dagli stessi protagonisti, una delle scene più difficoltose da girare fu quella della partita di beach soccer, che richiese ben 28 ciak.

## Colonna sonora
La colonna sonora è stata composta da Phil Palmer e Marco Forni. Inizialmente di essa doveva far parte, tra i vari brani musicali, anche La leva calcistica della classe '68 di Francesco De Gregori, da utilizzare come sottofondo alla scena della partita di beach soccer (brano già usato qualche anno prima nel film Marrakech Express di Gabriele Salvatores), ma il cantautore non dette il suo consenso sicché la produzione ripiegò su Che coss'è l'amor di Vinicio Capossela, contenuta nell'album Camera a sud.
Nel 1997 uscì un CD con i pezzi contenuti nel film, distribuito da Sony Italia con etichetta Columbia Records.
1. Hot Wheels (feat. Mickey Feat) – 3:47
2. Sometimes – 5:05
3. Happy – 2:08
4. Skimming Stones (feat. Justin Hayward) – 3:37
5. Killer Theme – 1:08
6. Chiara Theme – 2:20
7. Angel – 4:58
8. On the Road Again – 5:07
9. Can't find my way home – 5:23
10. Hot Wheels (reprise) – 2:59
11. Skimming Stones (reprise) – 2:17

Nel film sono incluse anche le canzoni:
1. Che coss'è l'amor - Vinicio Capossela
2. Ho imparato a sognare - Negrita
3. Tre Uomini E Una Gamba Theme - Phil Palmer / Marco Forni
4. Luci a San Siro - Roberto Vecchioni
5. Stile libero - Claudio Sanfilippo
6. Vesti la giubba - Ruggero Leoncavallo
7. Anima mia - Alfio Vitanza

## Accoglienza

### Incassi
Pur a fronte di un'uscita nelle sale fissata per il 27 dicembre 1997, nel pieno del periodo natalizio che storicamente rappresenta quello più affollato al botteghino italiano – e per questo ritrovandosi in concorrenza con pellicole quali l'acclamato La vita è bella, il cartone disneyano Hercules, il campione d'incassi Fuochi d'artificio, il blockbuster hollywoodiano Sette anni in Tibet e il cinepanettone A spasso nel tempo - L'avventura continua –, il film di Aldo, Giovanni e Giacomo partì in sordina registrando incassi in costante crescita nelle prime settimane; su quest'onda, alle iniziali 40 copie subentrò una più corposa distribuzione su tutto il territorio italiano, facendo arrivare Tre uomini e una gamba a un introito totale di circa 40 miliardi di lire.

## Riconoscimenti
- 1998 - David di Donatello
  - Candidatura Miglior regista esordiente a Massimo Venier, Aldo Baglio, Giovanni Storti e Giacomo Poretti
- 1998 - Nastro d'argento
  - Nastro d'argento speciale ad Aldo Baglio, Giovanni Storti e Giacomo Poretti per l'esperto uso di un cortometraggio
- 1998 - Ciak d'oro
  - Candidatura Migliore attrice non protagonista a Marina Massironi
- 1998 - Fort Lauderdale International Film Festival
  - Miglior commedia